# Przewodniczący Kolegium Połączonych Szefów Sztabów

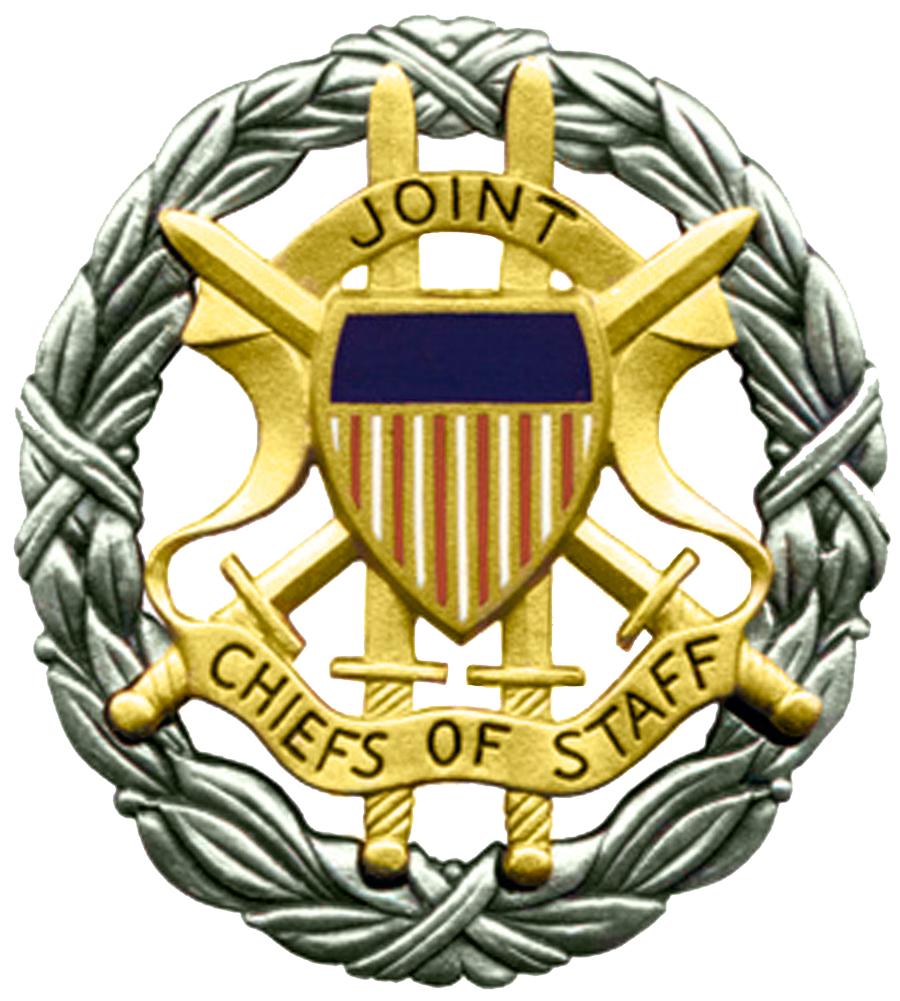
Symbol Kolegium Szefów Połączonych Sztabów (JCS)

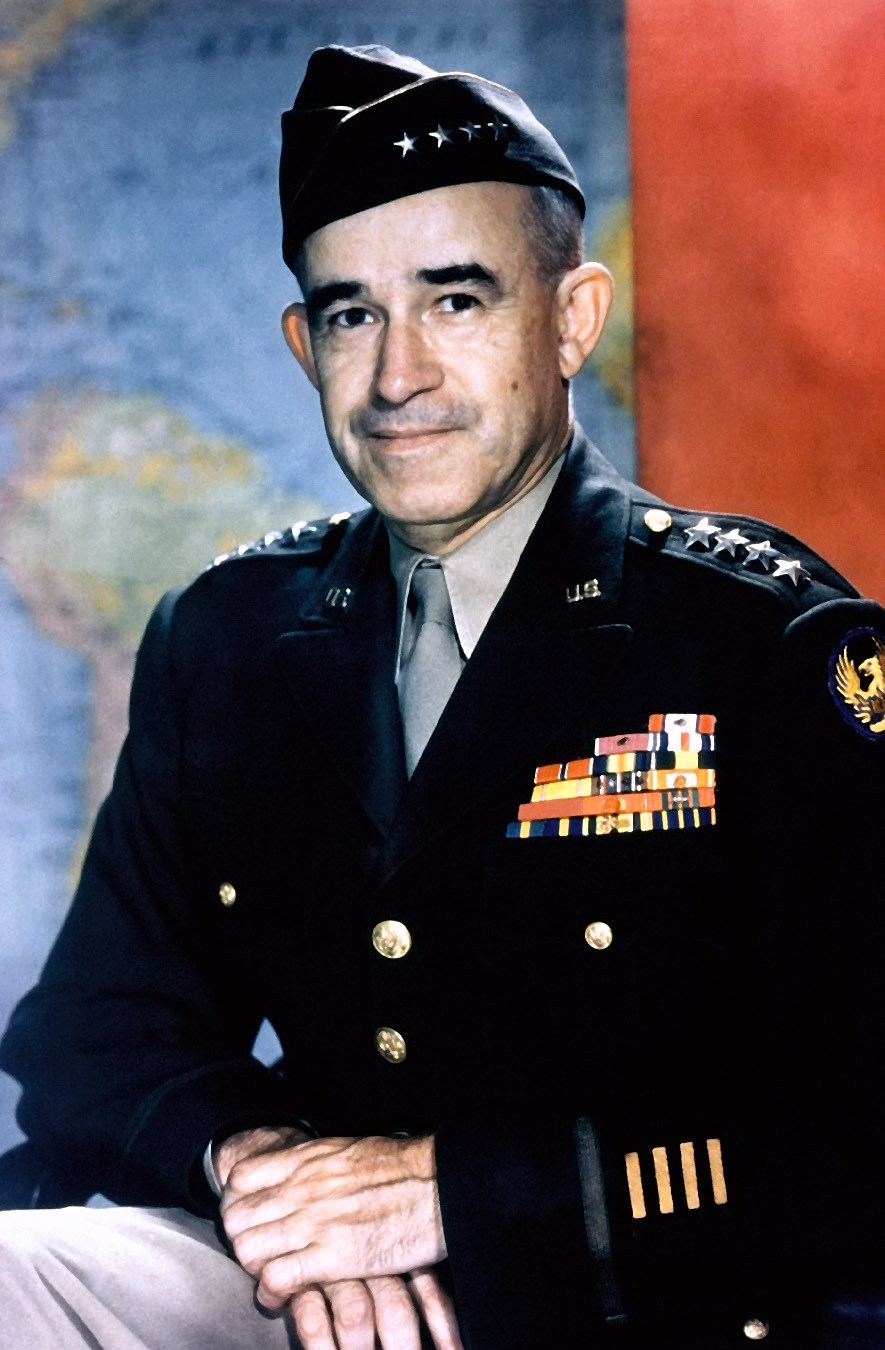
gen. Omar Nelson Bradley – pierwszy Przewodniczący JCS

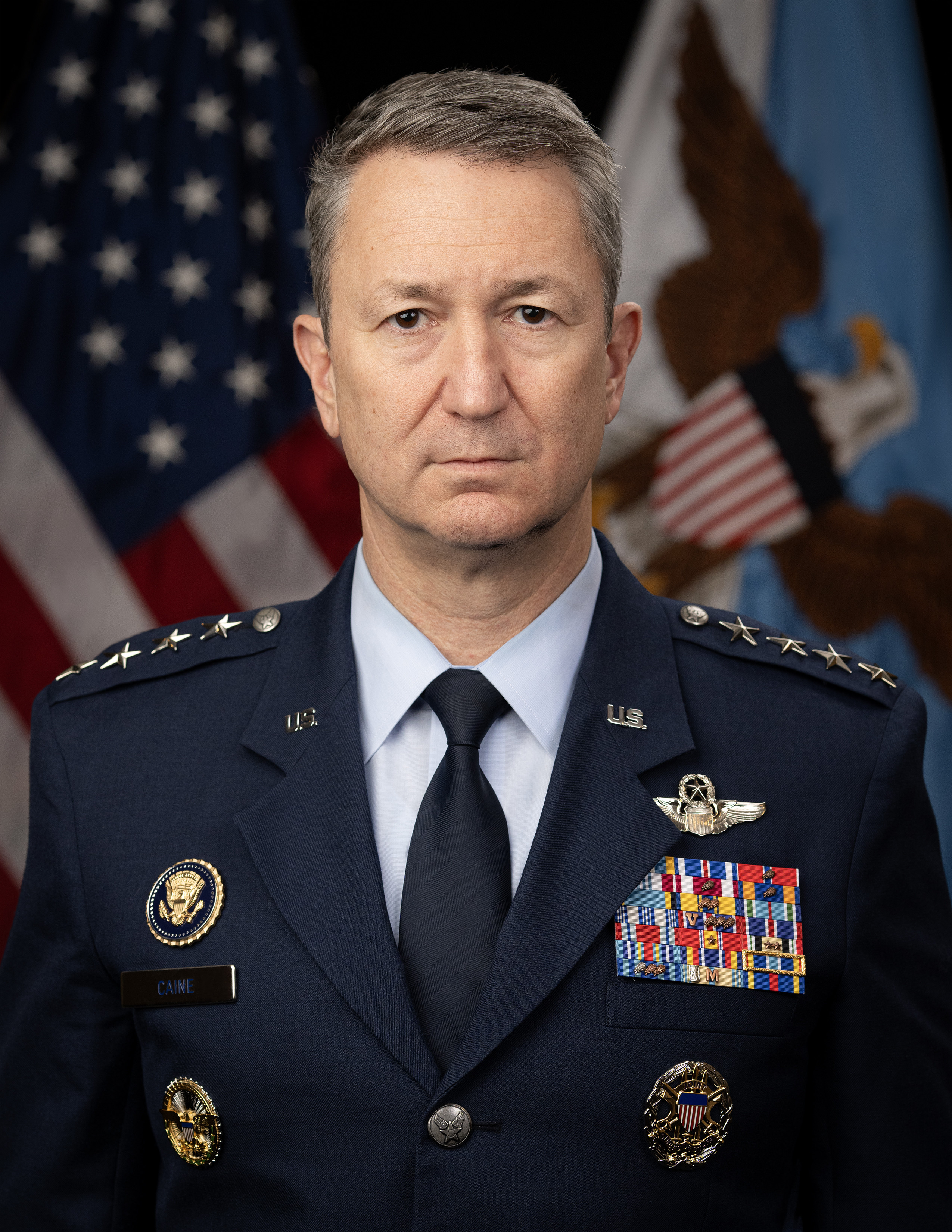
gen. Dan Caine – obecny Przewodniczący JCS

Przewodniczący  Kolegium Połączonych Szefów Sztabów (ang. Chairman of the Joint Chiefs of Staff) – najwyższe stanowisko wojskowe w Siłach Zbrojnych Stanów Zjednoczonych. Przewodniczący JCS jest jednocześnie doradcą prezydenta USA do spraw wojskowych. 
Przewodniczy posiedzeniom Kolegium Połączonych Szefów Sztabów w Pentagonie. W skład tego gremium wchodzi – oprócz przewodniczącego – wiceprzewodniczący, szefowie sztabów: Armii (Wojsk Lądowych), Sił Powietrznych oraz Szef Operacji Morskich (będący odpowiednikiem szefa sztabu w U.S. Navy) i komendant Korpusu Piechoty Morskiej (Marines).
| Lp. | Stopień       | Imię i nazwisko          | Zdjęcie | Rodzaj wojsk    | Data mianowania      | Data zwolnienia      | Prezydent USA                                |
| --- | ------------- | ------------------------ | ------- | --------------- | -------------------- | -------------------- | -------------------------------------------- |
| 1.  | generał armii | Omar N. Bradley          |         | US Army         | 19 sierpnia 1949     | 15 sierpnia 1953     | Harry S. Truman Dwight D. Eisenhower         |
| 2.  | admirał       | Arthur W. Radford        |         | US Navy         | 15 sierpnia 1953     | 15 sierpnia 1957     | Dwight D. Eisenhower                         |
| 3.  | generał       | Nathan F. Twining        |         | US Air Force    | 15 sierpnia 1957     | 30 września 1960     | Dwight D. Eisenhower                         |
| 4.  | generał       | Lyman L. Lemnitzer       |         | US Army         | 1 października 1960  | 30 września 1962     | Dwight D. Eisenhower John F. Kennedy         |
| 5.  | generał       | Maxwell D. Taylor        |         | US Army         | 1 października 1962  | 1 lipca 1964         | John F. Kennedy Lyndon B. Johnson            |
| 6.  | generał       | Earle G. Wheeler         |         | US Army         | 3 lipca 1964         | 2 lipca 1970         | Lyndon B. Johnson Richard M. Nixon           |
| 7.  | admirał       | Thomas H. Moorer         |         | US Navy         | 2 lipca 1970         | 1 lipca 1974         | Richard M. Nixon                             |
| 8.  | generał       | George S. Brown          |         | US Air Force    | 1 lipca 1974         | 20 czerwca 1978      | Richard M. Nixon Gerald R. Ford Jimmy Carter |
| 9.  | generał       | David C. Jones           |         | US Air Force    | 21 czerwca 1978      | 18 czerwca 1982      | Jimmy Carter Ronald W. Reagan                |
| 10. | generał       | John W. Vessey Jr.       |         | US Army         | 18 czerwca 1982      | 30 września 1985     | Ronald W. Reagan                             |
| 11. | admirał       | William J. Crowe Jr.     |         | US Navy         | 1 października 1985  | 30 września 1989     | Ronald W. Reagan George H.W. Bush            |
| 12. | generał       | Colin L. Powell          |         | US Army         | 1 października 1989  | 30 września 1993     | George H.W. Bush Bill J. Clinton             |
|     | admirał       | David E. Jeremiah        |         | US Navy         | 1 października 1993  | 24 października 1993 | Bill J. Clinton                              |
| 13. | generał       | John M. D. Shalikashvili |         | US Army         | 25 października 1993 | 30 września 1997     | Bill J. Clinton                              |
| 14. | generał       | Henry H. Shelton         |         | US Army         | 1 października 1997  | 30 października 2001 | Bill J. Clinton George W. Bush               |
| 15. | generał       | Richard B. Myers         |         | US Air Force    | 1 października 2001  | 30 września 2005     | George W. Bush                               |
| 16. | generał       | Peter Pace               |         | US Marine Corps | 1 października 2005  | 30 września 2007     | George W. Bush                               |
| 17. | admirał       | Michael G. Mullen        |         | US Navy         | 1 października 2007  | 30 września 2011     | George W. Bush Barack H. Obama               |
| 18. | generał       | Martin E. Dempsey        |         | US Army         | 1 października 2011  | 25 września 2015     | Barack H. Obama                              |
| 19. | generał       | Joseph F. Dunford        |         | US Marine Corps | 1 października 2015  | 30 września 2019     | Barack H. Obama Donald J. Trump              |
| 20. | generał       | Mark A. Milley           |         | US Army         | 1 października 2019  | 30 września 2023     | Donald J. Trump Joe R. Biden                 |
| 21. | generał       | Charles Q. Brown Jr.     |         | US Air Force    | 1 października 2023  | 21 lutego 2025       | Joe R. Biden Donald J. Trump                 |
|     | admirał       | Christopher W. Grady     |         | US Navy         | 21 lutego 2025       | 10 kwietnia 2025     | Donald J. Trump                              |
| 22. | generał       | Dan Caine                |         | US Air Force    | 11 kwietnia 2025     | nadal                | Donald J. Trump                              |